# Longzhouacris brevipennis
Longzhouacris brevipennis är en insektsart som beskrevs av Li, T., W. Lu och Q. You 1996. Longzhouacris brevipennis ingår i släktet Longzhouacris och familjen gräshoppor. Inga underarter finns listade i Catalogue of Life.